# Kajana järnvägsstation

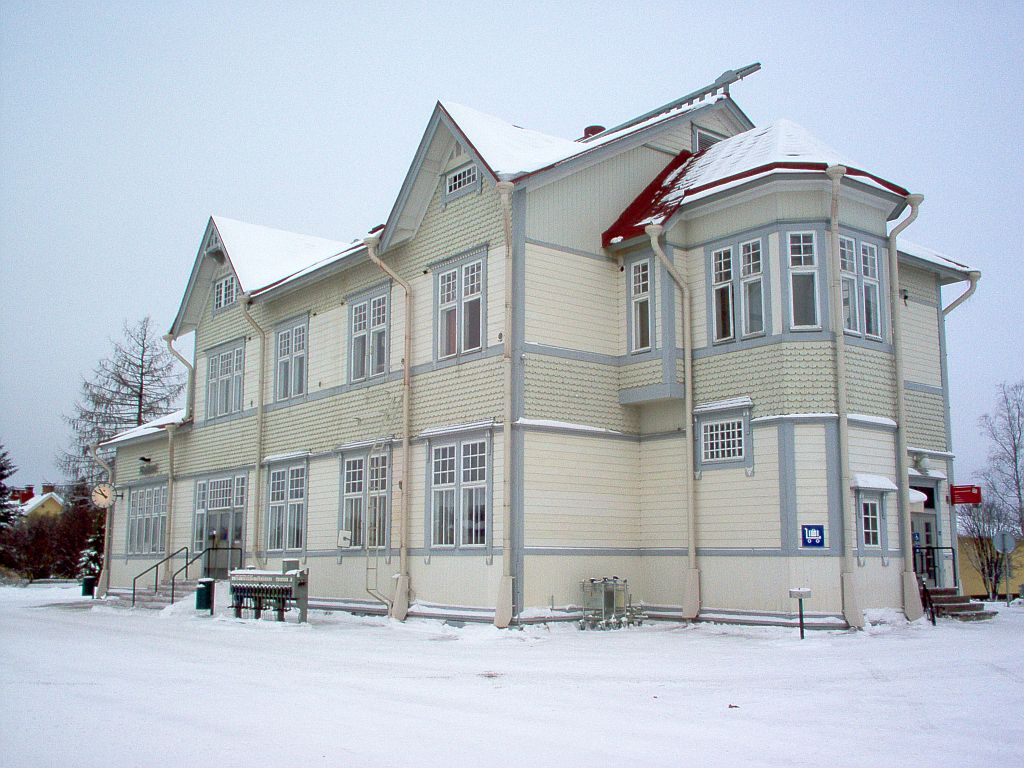
Järnvägsstationen i Kajana.

Kajana järnvägsstation är en järnvägsstation på Idensalmi-Kontiomäki-banan i den finländska staden Kajana i landskapet Kajanaland. Järnvägsstationen öppnades 1905 och samma år stod färdig stationsbyggnaden, som byggdes i trä i jugendstil efter ritningar av arkitekt Gustaf Nyström (1856-1917). Avståndet från Idensalmi järnvägsstation är cirka 83 kilometer och från Uleåborgs järnvägsstation cirka 191 kilometer.